# Prêmio Pfizer de Química de Enzimas
O Prêmio Pfizer de Química de Enzimas (em inglês:  Pfizer Award in Enzyme Chemistry), anteriormente denominado Paul-Lewis Award in Enzyme Chemistry foi estabelecido em 1945. Consiste em uma medalha de ouro e um honorário, e seu propósito é estimular pesquisas fundamentais em química de enzimas por cientistas com até 40 anos de idade. O prêmio é administrado pela Divisão de Química Biológica da American Chemical Society.
Cinco dos laureados receberam depois o Nobel de Fisiologia ou Medicina e três o Nobel de Química.